# Недирчево
Недирчево (на гръцки: Άνυδρο, Анидро, катаревуса: Ἄνυδρον, Анидрон, до 1926 Νιδήρ или Νεδήρ, Нидир или Недир), на турски Надър, е село в Егейска Македония, Гърция, област Централна Македония, дем Въртокоп.

## География
Селото е разположено на 35 m надморска височина в Солунското поле на 27 km западно от Енидже Вардар (Яница), на 8 km севоризточно от Въртокоп (Скидра) и на 18 km източно от Воден (Едеса).

## История

### В Османската империя
В началото на XX век Недирчево е турско село в Ениджевардарска кааза на Османската империя. Според статистиката на Васил Кънчов („Македония. Етнография и статистика“) в 1900 година Недирчево има 290 жители турци.

### В Гърция
По време на Балканската война в 1912 година в селото влизат гръцки части и селото остава в Гърция след Междусъюзническата война в 1913 година.
Боривое Милоевич пише в 1921 година („Южна Македония“), че Недирчево има 55 къщи славяни християни и 5 къщи цигани мюсюлмани.
След Гръцко-турската война, в 1924 година в него са настанени 350 семейства тракийски гърци бежанци от село Баиркьой (Вайрио). В селото са построени църква „Свети Николай“ и параклис „Свети Харалампи“. В 1928 година селото е чисто бежанско със 128 бежански семейства и 463 жители бежанци. В селото са заселени и няколко влашки семейства.
Жителите на селото се изселват към големите градове и в чужбина. Селото произвежда жито, тютюн, овошки и градинарски култури.
| Година    | 1913 | 1920 | 1928 | 1940 | 1951 | 1961 | 1971 | 1981 | 1991 | 2001 | 2011 | 2021 |
| --------- | ---- | ---- | ---- | ---- | ---- | ---- | ---- | ---- | ---- | ---- | ---- | ---- |
| Население | 403  | 498  | 500  | 720  | 711  | 557  | 488  | 490  | 490  | 534  | 382  | 338  |